# Elecciones provinciales de Tucumán de 1924
Las elecciones generales de la provincia de Tucumán de 1924 se realizaron el domingo 6 de abril del mencionado año con el objetivo de restaurar las instituciones constitucionales y autónomas de la provincia después de la intervención federal realizada el 29 de octubre de 1923 por el gobierno de Marcelo Torcuato de Alvear, de la Unión Cívica Radical (UCR), contra el gobierno del radical antipersonalista Octaviano Vera. A pesar de enfrentar una fuerte crisis, el radicalismo se unificó bajo una candidatura de consenso, representada por el radical yrigoyenista Miguel Mario Campero. Su principal competidor sería Ernesto Padilla, exgobernador por el conservador Partido Liberal. El otro candidato en disputa sería Mario Bravo, del Partido Socialista.
Campero obtuvo en última instancia una amplia victoria con el 50,87% de los votos contra el 41,08% de Padilla y el 7,13% de Bravo. La coalición UCR/UCR-A obtuvo mayoría propia de 46 electores en el Colegio Electoral Provincial, garantizando la investidura de Padilla.

## Cargos a elegir
| Departamento | A elegir  | A elegir  | A elegir  |
| Departamento | Electores | Diputados | Senadores |
| ------------ | --------- | --------- | --------- |
| Burruyacú    | 2         | 1         | 1         |
| Capital      | 15        | 10        | 5         |
| Chicligasta  | 5         | 3         | 2         |
| Cruz Alta    | 6         | 4         | 2         |
| Famaillá     | 6         | 4         | 2         |
| Graneros     | 2         | 1         | 1         |
| Leales       | 2         | 1         | 1         |
| Monteros     | 6         | 4         | 2         |
| Río Chico    | 4         | 3         | 1         |
| Tafí         | 3         | 2         | 1         |
| Trancas      | 2         | 1         | 1         |
| Total        | 53        | 34        | 19        |

## Resultados

### Gobernador
| Candidato             | Partido               | Partido               | Votos  | %     | Electores |
| --------------------- | --------------------- | --------------------- | ------ | ----- | --------- |
| Miguel Mario Campero  |                       | Unión Cívica Radical  | 22.695 | 50,87 | 46/53     |
| Ernesto Padilla       |                       | Partido Liberal       | 18.330 | 41,08 | 7/53      |
| Mario Bravo           |                       | Partido Socialista    | 3.181  | 7,13  |           |
|                       |                       | Liga Agraria          | 411    | 0,92  |           |
| Votos positivos       | Votos positivos       | Votos positivos       | 44.617 | 96,21 |           |
| Votos en blanco       | Votos en blanco       | Votos en blanco       | 776    | 1,67  |           |
| Votos nulos           | Votos nulos           | Votos nulos           | 819    | 1,77  |           |
| Diferencia de actas   | Diferencia de actas   | Diferencia de actas   | 164    | 0,35  |           |
| Participación         | Participación         | Participación         | 46.376 | 46,67 |           |
| Electores registrados | Electores registrados | Electores registrados | 99.378 | 100   |           |
| Fuente:               |                       |                       |        |       |           |

#### Resultados por departamentos
| Burruyacú 2 Electores   | Burruyacú 2 Electores | Burruyacú 2 Electores | Burruyacú 2 Electores | Burruyacú 2 Electores |
| Partido                 | Partido               | Votos                 | %                     | Bancas                |
| ----------------------- | --------------------- | --------------------- | --------------------- | --------------------- |
|                         | Partido Liberal       | 1.007                 | 48,02                 | 2/2                   |
|                         | Unión Cívica Radical  | 984                   | 46,92                 |                       |
|                         | Partido Socialista    | 106                   | 5,05                  |                       |
| Votos positivos         | Votos positivos       | 2.097                 | 95,88                 |                       |
| Votos en blanco         | Votos en blanco       | 39                    | 1,78                  |                       |
| Votos nulos             | Votos nulos           | 51                    | 2,33                  |                       |
| Participación           | Participación         | 2.187                 | 48,98                 |                       |
| Electores registrados   | Electores registrados | 4.466                 | 100                   |                       |
| Capital 15 Electores    |                       |                       |                       |                       |
| Partido                 | Partido               | Votos                 | %                     | Bancas                |
|                         | Unión Cívica Radical  | 5.328                 | 48,55                 | 15/15                 |
|                         | Partido Liberal       | 4.124                 | 37,58                 |                       |
|                         | Partido Socialista    | 1.523                 | 13,88                 |                       |
| Votos positivos         | Votos positivos       | 10.975                | 94,93                 |                       |
| Votos en blanco         | Votos en blanco       | 256                   | 2,21                  |                       |
| Votos nulos             | Votos nulos           | 219                   | 1,89                  |                       |
| Diferencia de actas     | Diferencia de actas   | 111                   | 0,96                  |                       |
| Participación           | Participación         | 11.561                | 41,97                 |                       |
| Electores registrados   | Electores registrados | 27.547                | 100                   |                       |
| Chicligasta 5 Electores |                       |                       |                       |                       |
| Partido                 | Partido               | Votos                 | %                     | Bancas                |
|                         | Unión Cívica Radical  | 2.319                 | 57,08                 | 5/5                   |
|                         | Partido Liberal       | 1.571                 | 38,67                 |                       |
|                         | Partido Socialista    | 173                   | 4,26                  |                       |
| Votos positivos         | Votos positivos       | 4.063                 | 97,06                 |                       |
| Votos en blanco         | Votos en blanco       | 62                    | 1,48                  |                       |
| Votos nulos             | Votos nulos           | 61                    | 1,46                  |                       |
| Participación           | Participación         | 4.186                 | 44,97                 |                       |
| Electores registrados   | Electores registrados | 9.308                 | 100                   |                       |
| Cruz Alta 6 Electores   |                       |                       |                       |                       |
| Partido                 | Partido               | Votos                 | %                     | Bancas                |
|                         | Unión Cívica Radical  | 2.853                 | 47,445                | 6/6                   |
|                         | Partido Liberal       | 2.801                 | 46,58                 |                       |
|                         | Partido Socialista    | 359                   | 5,97                  |                       |
| Votos positivos         | Votos positivos       | 6.013                 | 96,30                 |                       |
| Votos en blanco         | Votos en blanco       | 122                   | 1,95                  |                       |
| Votos nulos             | Votos nulos           | 109                   | 1,75                  |                       |
| Participación           | Participación         | 6.244                 | 49,10                 |                       |
| Electores registrados   | Electores registrados | 12.718                | 100                   |                       |
| Famaillá 6 Electores    |                       |                       |                       |                       |
| Partido                 | Partido               | Votos                 | %                     | Bancas                |
|                         | Unión Cívica Radical  | 2.440                 | 51,21                 | 6/6                   |
|                         | Partido Liberal       | 1.899                 | 39,85                 |                       |
|                         | Partido Socialista    | 426                   | 8,94                  |                       |
| Votos positivos         | Votos positivos       | 4.765                 | 96,61                 |                       |
| Votos en blanco         | Votos en blanco       | 75                    | 1,52                  |                       |
| Votos nulos             | Votos nulos           | 92                    | 1,87                  |                       |
| Participación           | Participación         | 4.932                 | 43,22                 |                       |
| Electores registrados   | Electores registrados | 11.411                | 100                   |                       |
| Graneros 2 Electores    |                       |                       |                       |                       |
| Partido                 | Partido               | Votos                 | %                     | Bancas                |
|                         | Unión Cívica Radical  | 1.421                 | 59,61                 | 2/2                   |
|                         | Partido Liberal       | 922                   | 38,67                 |                       |
|                         | Partido Socialista    | 41                    | 1,72                  |                       |
| Votos positivos         | Votos positivos       | 2.384                 | 98,19                 |                       |
| Votos en blanco         | Votos en blanco       | 22                    | 0,91                  |                       |
| Votos nulos             | Votos nulos           | 22                    | 0,91                  |                       |
| Participación           | Participación         | 2.428                 | 56,85                 |                       |
| Electores registrados   | Electores registrados | 4.271                 | 100                   |                       |
| Leales 2 Electores      |                       |                       |                       |                       |
| Partido                 | Partido               | Votos                 | %                     | Bancas                |
|                         | Unión Cívica Radical  | 1.184                 | 53,65                 | 2/2                   |
|                         | Partido Liberal       | 1.018                 | 46,13                 |                       |
|                         | Partido Socialista    | 5                     | 0,23                  |                       |
| Votos positivos         | Votos positivos       | 2.207                 | 97,70                 |                       |
| Votos en blanco         | Votos en blanco       | 24                    | 1,06                  |                       |
| Votos nulos             | Votos nulos           | 28                    | 1,24                  |                       |
| Participación           | Participación         | 2.259                 | 61,10                 |                       |
| Electores registrados   | Electores registrados | 3.697                 | 100                   |                       |
| Monteros 6 Electores    |                       |                       |                       |                       |
| Partido                 | Partido               | Votos                 | %                     | Bancas                |
|                         | Unión Cívica Radical  | 2.513                 | 48,31                 | 6/6                   |
|                         | Partido Liberal       | 2.080                 | 39,98                 |                       |
|                         | Liga Agraria          | 411                   | 7,90                  |                       |
|                         | Partido Socialista    | 198                   | 3,81                  |                       |
| Votos positivos         | Votos positivos       | 5.202                 | 97,32                 |                       |
| Votos en blanco         | Votos en blanco       | 41                    | 0,77                  |                       |
| Votos nulos             | Votos nulos           | 102                   | 1,91                  |                       |
| Participación           | Participación         | 5.345                 | 49,31                 |                       |
| Electores registrados   | Electores registrados | 10.839                | 100                   |                       |
| Río Chico 4 Electores   |                       |                       |                       |                       |
| Partido                 | Partido               | Votos                 | %                     | Bancas                |
|                         | Unión Cívica Radical  | 1.946                 | 58,76                 | 4/4                   |
|                         | Partido Liberal       | 1.166                 | 35,21                 |                       |
|                         | Partido Socialista    | 200                   | 6,04                  |                       |
| Votos positivos         | Votos positivos       | 3.312                 | 97,76                 |                       |
| Votos en blanco         | Votos en blanco       | 32                    | 0,94                  |                       |
| Votos nulos             | Votos nulos           | 44                    | 1,30                  |                       |
| Participación           | Participación         | 3.388                 | 45,58                 |                       |
| Electores registrados   | Electores registrados | 7.433                 | 100                   |                       |
| Tafí 3 Electores        |                       |                       |                       |                       |
| Partido                 | Partido               | Votos                 | %                     | Bancas                |
|                         | Partido Liberal       | 1.352                 | 47,62                 | 3/3                   |
|                         | Unión Cívica Radical  | 1.342                 | 47,27                 |                       |
|                         | Partido Socialista    | 145                   | 5,11                  |                       |
| Votos positivos         | Votos positivos       | 2.839                 | 94,23                 |                       |
| Votos en blanco         | Votos en blanco       | 94                    | 3,12                  |                       |
| Votos nulos             | Votos nulos           | 80                    | 2,66                  |                       |
| Participación           | Participación         | 3.013                 | 48,60                 |                       |
| Electores registrados   | Electores registrados | 6.200                 | 100                   |                       |
| Trancas 2 Electores     |                       |                       |                       |                       |
| Partido                 | Partido               | Votos                 | %                     | Bancas                |
|                         | Partido Liberal       | 390                   | 51,32                 | 2/2                   |
|                         | Unión Cívica Radical  | 365                   | 48,03                 |                       |
|                         | Partido Socialista    | 5                     | 0,66                  |                       |
| Votos positivos         | Votos positivos       | 760                   | 91,24                 |                       |
| Votos en blanco         | Votos en blanco       | 9                     | 1,08                  |                       |
| Votos nulos             | Votos nulos           | 11                    | 1,32                  |                       |
| Diferencia de actas     | Diferencia de actas   | 53                    | 6,36                  |                       |
| Participación           | Participación         | 833                   | 55,98                 |                       |
| Electores registrados   | Electores registrados | 1.488                 | 100                   |                       |

### Cámara de Diputados
| Partido        | Partido                            | Votos  | %     | Bancas |
| -------------- | ---------------------------------- | ------ | ----- | ------ |
|                | Unión Cívica Radical               | 21.239 | 47,72 | 18/34  |
|                | Partido Liberal                    | 18.285 | 41,09 | 15/34  |
|                | Partido Socialista                 | 3.260  | 7,33  | 1/34   |
|                | Unión Cívica Radical Independiente | 1.038  | 2,33  |        |
|                | Liga Agraria                       | 411    | 0,92  |        |
|                | Juventud Radical Intransigente     | 212    | 0,48  |        |
|                | Unión Cívica Radical Cruz Alta     | 59     | 0,13  |        |
| Total de votos | Total de votos                     | 44.504 | 100   |        |
| Fuente:        |                                    |        |       |        |

#### Resultados por departamentos
| Burruyacú 1 Diputado    | Burruyacú 1 Diputado               | Burruyacú 1 Diputado | Burruyacú 1 Diputado | Burruyacú 1 Diputado |
| Partido                 | Partido                            | Votos                | %                    | Bancas               |
| ----------------------- | ---------------------------------- | -------------------- | -------------------- | -------------------- |
|                         | Partido Liberal                    | 1.007                | 48,02                | 1/1                  |
|                         | Unión Cívica Radical               | 984                  | 46,92                |                      |
|                         | Partido Socialista                 | 106                  | 5,05                 |                      |
| Total de votos          | Total de votos                     | 2.097                | 100                  |                      |
| Capital 10 Diputados    |                                    |                      |                      |                      |
| Partido                 | Partido                            | Votos                | %                    | Bancas               |
|                         | Unión Cívica Radical               | 5.244                | 47,98                | 5/10                 |
|                         | Partido Liberal                    | 4.084                | 37,37                | 4/10                 |
|                         | Partido Socialista                 | 1.601                | 14,65                | 1/10                 |
| Total de votos          | Total de votos                     | 10.929               | 100                  |                      |
| Chicligasta 3 Diputados |                                    |                      |                      |                      |
| Partido                 | Partido                            | Votos                | %                    | Bancas               |
|                         | Unión Cívica Radical               | 2.200                | 55,77                | 2/3                  |
|                         | Partido Liberal                    | 1.571                | 39,82                | 1/3                  |
|                         | Partido Socialista                 | 174                  | 4,41                 |                      |
| Total de votos          | Total de votos                     | 3.945                | 100                  |                      |
| Cruz Alta 4 Diputados   |                                    |                      |                      |                      |
| Partido                 | Partido                            | Votos                | %                    | Bancas               |
|                         | Partido Liberal                    | 2.801                | 46,57                | 2/4                  |
|                         | Unión Cívica Radical               | 2.794                | 46,46                | 2/4                  |
|                         | Partido Socialista                 | 360                  | 5,99                 |                      |
|                         | Unión Cívica Radical Cruz Alta     | 59                   | 0,98                 |                      |
| Total de votos          | Total de votos                     | 6.014                | 100                  |                      |
| Famaillá 4 Diputados    |                                    |                      |                      |                      |
| Partido                 | Partido                            | Votos                | %                    | Bancas               |
|                         | Unión Cívica Radical               | 2.440                | 51,21                | 2/4                  |
|                         | Partido Liberal                    | 1.899                | 39,85                | 2/4                  |
|                         | Partido Socialista                 | 426                  | 8,94                 |                      |
| Total de votos          | Total de votos                     | 4.765                | 100                  |                      |
| Graneros 1 Diputado     |                                    |                      |                      |                      |
| Partido                 | Partido                            | Votos                | %                    | Bancas               |
|                         | Unión Cívica Radical               | 1.421                | 59,61                | 1/1                  |
|                         | Partido Liberal                    | 922                  | 38,67                |                      |
|                         | Partido Socialista                 | 41                   | 1,72                 |                      |
| Total de votos          | Total de votos                     | 2.384                | 100                  |                      |
| Leales 1 Diputado       |                                    |                      |                      |                      |
| Partido                 | Partido                            | Votos                | %                    | Bancas               |
|                         | Unión Cívica Radical               | 1.182                | 53,56                | 1/1                  |
|                         | Partido Liberal                    | 1.020                | 46,22                |                      |
|                         | Partido Socialista                 | 5                    | 0,23                 |                      |
| Total de votos          | Total de votos                     | 2.207                | 100                  |                      |
| Monteros 4 Diputados    |                                    |                      |                      |                      |
| Partido                 | Partido                            | Votos                | %                    | Bancas               |
|                         | Partido Liberal                    | 2.078                | 39,93                | 2/4                  |
|                         | Unión Cívica Radical               | 1.479                | 28,42                | 2/4                  |
|                         | Unión Cívica Radical Independiente | 1.038                | 19,95                |                      |
|                         | Liga Agraria                       | 411                  | 7,90                 |                      |
|                         | Partido Socialista                 | 198                  | 3,80                 |                      |
| Total de votos          | Total de votos                     | 5.204                | 100                  |                      |
| Río Chico 3 Diputados   |                                    |                      |                      |                      |
| Partido                 | Partido                            | Votos                | %                    | Bancas               |
|                         | Unión Cívica Radical               | 1.947                | 58,77                | 2/3                  |
|                         | Partido Liberal                    | 1.166                | 35,19                | 1/3                  |
|                         | Partido Socialista                 | 200                  | 6,04                 |                      |
| Total de votos          | Total de votos                     | 3.313                | 100                  |                      |
| Tafí 2 Diputados        |                                    |                      |                      |                      |
| Partido                 | Partido                            | Votos                | %                    | Bancas               |
|                         | Partido Liberal                    | 1.352                | 46,75                | 1/2                  |
|                         | Unión Cívica Radical               | 1.183                | 40,91                | 1/2                  |
|                         | Juventud Radical Intransigente     | 212                  | 7,33                 |                      |
|                         | Partido Socialista                 | 145                  | 5,01                 |                      |
| Total de votos          | Total de votos                     | 2.892                | 100                  |                      |
| Trancas 1 Diputado      |                                    |                      |                      |                      |
| Partido                 | Partido                            | Votos                | %                    | Bancas               |
|                         | Partido Liberal                    | 385                  | 51,06                | 1/1                  |
|                         | Unión Cívica Radical               | 365                  | 48,41                |                      |
|                         | Partido Socialista                 | 4                    | 0,53                 |                      |
| Total de votos          | Total de votos                     | 754                  | 100                  |                      |

### Cámara de Senadores
| Partido        | Partido                            | Votos  | %     | Bancas |
| -------------- | ---------------------------------- | ------ | ----- | ------ |
|                | Unión Cívica Radical               | 21.274 | 47,76 | 11/19  |
|                | Partido Liberal                    | 18.225 | 40,92 | 8/19   |
|                | Partido Socialista                 | 3.253  | 7,30  |        |
|                | Unión Cívica Radical Independiente | 1.147  | 2,58  |        |
|                | Liga Agraria                       | 411    | 0,92  |        |
|                | Juventud Radical Intransigente     | 211    | 0,47  |        |
|                | Unión Cívica Radical Cruz Alta     | 18     | 0,04  |        |
| Total de votos | Total de votos                     | 44.539 | 100   |        |
| Fuente:        |                                    |        |       |        |

#### Resultados por departamentos
| Burruyacú 1 Senador     | Burruyacú 1 Senador                | Burruyacú 1 Senador | Burruyacú 1 Senador | Burruyacú 1 Senador |
| Partido                 | Partido                            | Votos               | %                   | Bancas              |
| ----------------------- | ---------------------------------- | ------------------- | ------------------- | ------------------- |
|                         | Partido Liberal                    | 1.007               | 49,44               | 1/1                 |
|                         | Unión Cívica Radical               | 924                 | 45,36               |                     |
|                         | Partido Socialista                 | 106                 | 5,20                |                     |
| Total de votos          | Total de votos                     | 2.037               | 100                 |                     |
| Capital 5 Senadores     |                                    |                     |                     |                     |
| Partido                 | Partido                            | Votos               | %                   | Bancas              |
|                         | Unión Cívica Radical               | 5.281               | 47,73               | 3/5                 |
|                         | Partido Liberal                    | 4.078               | 36,86               | 2/5                 |
|                         | Partido Socialista                 | 1.594               | 14,41               |                     |
|                         | Unión Cívica Radical Independiente | 111                 | 1,00                |                     |
| Total de votos          | Total de votos                     | 11.064              | 100                 |                     |
| Chicligasta 2 Senadores |                                    |                     |                     |                     |
| Partido                 | Partido                            | Votos               | %                   | Bancas              |
|                         | Unión Cívica Radical               | 2.200               | 55,77               | 1/2                 |
|                         | Partido Liberal                    | 1.571               | 39,82               | 1/2                 |
|                         | Partido Socialista                 | 174                 | 4,41                |                     |
| Total de votos          | Total de votos                     | 3.945               | 100                 |                     |
| Cruz Alta 2 Senadores   |                                    |                     |                     |                     |
| Partido                 | Partido                            | Votos               | %                   | Bancas              |
|                         | Partido Liberal                    | 2.800               | 46,86               | 1/2                 |
|                         | Unión Cívica Radical               | 2.794               | 46,78               | 1/2                 |
|                         | Partido Socialista                 | 360                 | 6,03                |                     |
|                         | Unión Cívica Radical Cruz Alta     | 18                  | 0,30                |                     |
| Total de votos          | Total de votos                     | 5.972               | 100                 |                     |
| Famaillá 2 Senadores    |                                    |                     |                     |                     |
| Partido                 | Partido                            | Votos               | %                   | Bancas              |
|                         | Unión Cívica Radical               | 2.440               | 51,21               | 1/2                 |
|                         | Partido Liberal                    | 1.899               | 39,85               | 1/2                 |
|                         | Partido Socialista                 | 426                 | 8,94                |                     |
| Total de votos          | Total de votos                     | 4.765               | 100                 |                     |
| Graneros 1 Senador      |                                    |                     |                     |                     |
| Partido                 | Partido                            | Votos               | %                   | Bancas              |
|                         | Unión Cívica Radical               | 1.421               | 59,61               | 1/1                 |
|                         | Partido Liberal                    | 922                 | 38,67               |                     |
|                         | Partido Socialista                 | 41                  | 1,72                |                     |
| Total de votos          | Total de votos                     | 2.384               | 100                 |                     |
| Leales 1 Senador        |                                    |                     |                     |                     |
| Partido                 | Partido                            | Votos               | %                   | Bancas              |
|                         | Unión Cívica Radical               | 1.182               | 53,56               | 1/1                 |
|                         | Partido Liberal                    | 1.020               | 46,22               |                     |
|                         | Partido Socialista                 | 5                   | 0,23                |                     |
| Total de votos          | Total de votos                     | 2.207               | 100                 |                     |
| Monteros 2 Senadores    |                                    |                     |                     |                     |
| Partido                 | Partido                            | Votos               | %                   | Bancas              |
|                         | Partido Liberal                    | 2.078               | 39,95               | 1/2                 |
|                         | Unión Cívica Radical               | 1.479               | 28,43               | 1/2                 |
|                         | Unión Cívica Radical Independiente | 1.036               | 19,92               |                     |
|                         | Liga Agraria                       | 411                 | 7,90                |                     |
|                         | Partido Socialista                 | 198                 | 3,81                |                     |
| Total de votos          | Total de votos                     | 5.202               | 100                 |                     |
| Río Chico 1 Senador     |                                    |                     |                     |                     |
| Partido                 | Partido                            | Votos               | %                   | Bancas              |
|                         | Unión Cívica Radical               | 1.947               | 58,79               | 1/1                 |
|                         | Partido Liberal                    | 1.165               | 35,18               |                     |
|                         | Partido Socialista                 | 200                 | 6,04                |                     |
| Total de votos          | Total de votos                     | 3.312               | 100                 |                     |
| Tafí 1 Senador          |                                    |                     |                     |                     |
| Partido                 | Partido                            | Votos               | %                   | Bancas              |
|                         | Partido Liberal                    | 1.352               | 46,77               | 1/1                 |
|                         | Unión Cívica Radical               | 1.183               | 40,92               |                     |
|                         | Juventud Radical Intransigente     | 211                 | 7,30                |                     |
|                         | Partido Socialista                 | 145                 | 5,02                |                     |
| Total de votos          | Total de votos                     | 2.891               | 100                 |                     |
| Trancas 1 Senador       |                                    |                     |                     |                     |
| Partido                 | Partido                            | Votos               | %                   | Bancas              |
|                         | Unión Cívica Radical               | 423                 | 55,66               | 1/1                 |
|                         | Partido Liberal                    | 333                 | 43,82               |                     |
|                         | Partido Socialista                 | 4                   | 0,53                |                     |
| Total de votos          | Total de votos                     | 760                 | 100                 |                     |